# Willemia trilobata
Willemia trilobata är en urinsektsart som beskrevs av Alfredo Barra 1995. Willemia trilobata ingår i släktet Willemia och familjen Hypogastruridae. Inga underarter finns listade i Catalogue of Life.